# エムテレ
エムテレは三重テレビで2016年3月31日まで放送されていた夕方の情報番組である。なお、2004年7月から番組終了までは『エムテレメッセ』であった。

## 出演者（最終回時点）
- 月曜日　北村実穂
- 火曜日・水曜日　多森成子
- 木曜日　山口未翼
- 金曜日　若林希

## 過去の出演者

### メインキャスター
2008年3月まで
- 月曜日　鶴田美也子
- 火曜日　小畑美奈子
- 水曜日　二之宮千華子
- 木曜日　立花亜季
- 金曜日　高田望央

2008年4月から
- 月曜日　日吉絵理
- 火曜日・水曜日・金曜日　多森成子
- 木曜日　林景子

### メインキャスター（エムテレ時代）
- 火曜日　栗山朋子
- 水曜日　一色克美
- 木曜日　坊農秀治
- 金曜日　伊藤伸子

### お天気（エムテレ時代）
- 多森成子（毎日出演。またアシスタントも担当。）

## 放送時間
| 放送期間  | 放送期間      | 放送日時（JST）                   |
| --------- | ------------- | --------------------------------- |
| 2002年4月 | 2004年6月     | 月曜 - 金曜 18:00 - 18:30（30分） |
| 2004年7月 | 2007年3月     | 月曜 - 金曜 18:20 - 18:30（10分） |
| 2007年4月 | 2016年3月31日 | 月曜 - 金曜 17:30 - 17:40（10分） |